# Димитрий (Ройстер)
Архиепископ Димитрий (англ. Archbishop Dmitri, в миру Роберт Роско Ройстер, англ. Robert Roscoe Royster; 2 ноября 1923, Тиг, штат Техас — 28 августа 2011, Даллас, штат Техас) — епископ Православной Церкви в Америке, архиепископ Далласский и Юга (англ. Archbishop of Dallas and the South, 1978 по 2009). С 1972 по 2008 год также возглавлял Мексиканский экзархат ПЦА в качестве Экзарха.
Тезоименитство: 21 сентября (святителя Димитрия Ростовского).

## Биография
Родился и вырос в протестантской семье в пригороде Далласа, штат Техас. В 1941 году, после продолжительного изучения Священного Писания и собеседования с греческим архиепископом Афинагором (Спиру, позже Константинопольский патриарх), присоединился к Православной Церкви, получив имя Димитрий. В ходе Второй мировой войны Димитрий прошёл курсы в Мичиганском университете и был зачислен переводчиком с японского языка при штабе генерала Макартура в Филиппинах и Японии.
После войны и по окончании колледжа, преподавал испанский язык в Южно-Методистском Университете в Далласе, где в 1949 году получил магистерскую степень и стал профессором испанской литературы.
В ноябре 1954 года епископ Украинской Православной Церкви в США Богдан (Шпилька) рукоположил Димитрия в диакона, а затем в сан иерея для новообразованного прихода Преподобного Серафима Саровского, первой и, в то время, единственной церкви в Далласе, где службы совершались на английском языке.
В 1958 году вместе с приходом перешёл в юрисдикцию «Американской Митрополии», то есть будущей Православной Церкви в Америке.
В 1966 году о. Димитрий проходил особый курс подготовки в Свято-Владимирской семинарии в Нью-Йорке и преподавал испанский язык в Фордэмском университете, пока 22 июня 1969 года он не был хиротонисан во епископа города Беркли (штат Калифорния), викария архиепископа Сан-Францисского и Западного Иоанна (Шаховского). Впоследствии, епископ Димитрий был викарием митрополита Нью-Йоркского Иринея (Бекиша), а в 1972 году он возглавил епархию Новой Англии с титулом «Епископ Хартфордский и Ново-английский».
После ухода на покой митрополита Иринея, епископ Хартфордский Димитрий получил подавляющее большинство голосов на выборах нового предстоятеля Православной Церкви в Америке во время Всеамериканского собора 1977 года. Однако, поскольку он получил на 30 голосов меньше двух третей от голосов всех делегатов, его кандидатура, как и кандидатура епископа Феодосия (Лазора) были выдвинуты на усмотрение Священного Синода, который отдал предпочтение епископу Феодосию.
1 июля 1978 году епископ Димитрий стал первым правящим архиереем новообразованной Епархии Юга с центром в основанном самим епископом Димитрием кафедральном Соборе Преподобного Серафима Саровского в Далласе. Под руководством епископа Димитрия, количество приходов выросло в несколько раз и составило на 2005 год более 60 церквей и миссий.
В 1993 году по решению Священного Синода возведён в сан архиепископа.
4 сентября 2008 года, после ухода на покой митрополита Германа, как старейший по хиротонии архиерей, временно стал во главе Православной Церкви в Америке как местоблюститель кафедры Митрополита всея Америки и Канады (англ. Locum Tenens of the Metropolitan See). Исполнял обязанности первоиерарха ПЦА до избрания нового предстоятеля Церкви на Всеамериканском поместном соборе в Питтсбурге 12 ноября 2008 года.
В марте 2009 года 85-летний архиепископ обратился с прошением к Священному Синоду об увольнении на покой с 31 марта 2009 года, в связи с преклонным возрастом. Священный Синод удовлетворил прошение старейшего иерарха ПЦА вместе с пожеланием ему долгих лет жизни.
Проживал в Далласе, штат Техас, США, где и скончался 28 августа 2011 года.
В марте 2016 года останки архиепископа Денверского Димитрия были обнаружены нетленными. Останки архиепископа Димитрия были помещены для вечного упокоения в закрытую подземную камеру Воскресенской часовни православного собора Святого Серафима в Далласе.

## Труды
статьи
- A Christian Understanding of Freedom
- The Commandment of Love
- Confession
- The Goal of Lent
- Liturgical Commemorations in Prepartion for the Nativity
- «The Lord Is My Shepherd»
- The Meeting of Our Lord
- Pentecost
- Reconciliation, Education, Evangelization
- St. Thomas Sunday
- The Seventh Sunday of Pascha
- Sunday of the Cross
- The Sundays after Pentecost
- The Theotokos
- «Thus It Becometh Us to Fulfill All Righteousness»
- The Transfiguration of Christ
- The Veneration of the Virgin Mary in the Orthodox Church
- What’s in the Stars? A Close Look at Astrology

книги
- The Parables (1996). St. Vladimir’s Seminary Press. ISBN 978-0-88141-067-9.
- The Kingdom of God: The Sermon on the Mount (1997). St. Vladimir’s Seminary Press. ISBN 978-0-88141-116-4.
- The Miracles of Christ (1999). St. Vladimir’s Seminary Press. ISBN 978-0-88141-193-5.
- The Epistle to the Hebrews: A Commentary (2003). St. Vladimir’s Seminary Press. ISBN 978-0-88141-247-5.
- St. Paul’s Epistle to the Romans: A Pastoral Commentary (2008). St. Vladimir’s Seminary Press. ISBN 978-0-88141-321-2.
- The Epistle of St. James: A Commentary (2010). St. Vladimir’s Seminary Press. ISBN 978-0-88141-875-0.